# Tempête tropicale Hermine (2004)
Pour les articles homonymes, voir Cyclone tropical Hermine.
Hermine est une tempête tropicale, huitième phénomène cyclonique de la saison 2004.

## Chronologie
Hermine s'est développée à partir du même front froid que l'ouragan Gaston. À partir du 25 août, la convection atmosphérique se développe et se détache du front et présente des débuts d'organisation cyclonique. Le 27 août, le phénomène devient la huitième dépression tropicale. La convection n'est pas constante et la huitième dépression n'atteint le stade de tempête tropicale que le 29 août à 12h00 UTC. Elle est alors nommée Hermine. La trajectoire d'Hermine s'oriente au Nord. Hermine accélère progressivement, mais son intensification ne continue pas, la pression minimale étant atteinte le 30 août à 6h00 UTC. Hermine devient extratropicale le 31 août et touche terre ce même jour non loin de Boston, et, de ce fait, est absorbée par un front froid le soir-même.

## Bilan
Hermine a touché terre alors qu'elle perdait de son intensité. Le Massachusetts a connu d'importantes pluies, la Nouvelle-Angleterre en général a connu des pluies, mais bien moins importantes. Aucun dommage ne fut reporté.